# Монгольский международный университет
Монгольский международный университет (монг. Монгол олон улсын дээд сургууль; англ. Mongolia International University) является частным высшим учебным заведением и находится в Улан-Баторе (Монголия). ММУ был основан в 2002 году и целиком создан на иностранные вложения при поддержке правительства Монголии. Всё обучение проводится на английском языке.

## История
В ноябре 2001 года организационный комитет основал международный университет в Монголии при участии и разрешении бывшего президента Монголии Багабанди. В 2002 году в Монгольском международном университете состоялся первый набор – около 100 студентов.  Доктор Донг Еон Вон был избран первым президентом ММУ.
В июле 2006 года в Монгольском международном университете был первый выпуск студентов. Также в 2006 году О Мун Квон был назначен вторым президентом ММУ, а доктор Донг Еон Вон стал почетным президентом университета.

## Факультеты
Бакалавриат
- Международный бизнес и менеджмент
- Информационные технологии
- Биотехнологии
- Английский язык
- Мода и дизайн
- Энергетические ресурсы

Магистратура
- Обучение английскому языку как иностранному (Teaching English to speakers of other languages)

Кроме того, при ММУ работают различные языковые институты, которые предоставляют образование по разным направлениям. Языковой образовательный институт, Монгольский языковой и культурный центр, Корейская языковая школа «Пэджэ» ведут подготовку студентов на английском, монгольском и корейском языках.

## Студенты
В Монгольском международном университете обучаются около 800 студентов из семи разных стран: Российской Федерации, Китайской Народной Республики, Республики Кореи, Исламской Респу́блики Афганиста́на, Федерати́вной Респу́блики Ниге́рия и других. Всего на иностранных студентов приходится 30% учащихся.

## Наука и исследования
- Институт по исследованию ресурсов и энергии
- Центр по исследованию искусств
- Азиатский центр исследования биоресурсов